# Tarteletto-Isorex
Tarteletto-Isorex ist ein belgisches Radsportteam mit Sitz in Deinze.

## Organisation und Geschichte
Die Mannschaft wurde 2011 gegründet und nahm unter dem Namen Colba-Mercury als Continental Team an den UCI Continental Circuits teil. Manager ist Peter Bauwens, der von dem Sportlichen Leiter David Baudson unterstützt wird. 2014 wurde das Team nicht bei der UCI registriert, ist aber seit 2015 wieder als Continental Team unterwegs.
Seit 2017 sind die Großbäckerei Tarteletto und der Großhändler von Kunststoffmaterialien Isorex Titelsponsoren des Teams.

## Saison 2025
Mannschaft
| Teamkader 2025          | Teamkader 2025    | Teamkader 2025 | Teamkader 2025                   |
| Name                    | Geburtsdatum      | Land           | Vorheriges Team                  |
| ----------------------- | ----------------- | -------------- | -------------------------------- |
| Siebe Bauwens           | 8. März 2006      | Belgien        |                                  |
| Louis Blouwe            | 19. November 1999 | Belgien        | Bingoal WB (2024)                |
| Robbe Claeys            | 13. November 2000 | Belgien        | Acrog-Tormans/Balen BC (2022)    |
| Ewout De Keyser         | 12. Mai 2001      | Belgien        |                                  |
| Jordy Decottignies      | 12. März 2002     | Belgien        |                                  |
| Timothy Dupont          | 1. November 1987  | Belgien        | Bingoal Pauwels Sauces WB (2022) |
| Bo Godart               | 31. August 1998   | Belgien        | XSpeed United Continental (2022) |
| Jonas Goeman            | 15. Februar 1993  | Belgien        |                                  |
| Gianni Marchand         | 1. Juni 1990      | Belgien        | Cibel (2019)                     |
| Stefano Museeuw         | 1. Juni 1997      | Belgien        | Philippe Wagner-Bazin (2024)     |
| Brian Rigole            | 21. Mai 2002      | Belgien        |                                  |
| Arne Santy              | 20. Oktober 2000  | Belgien        |                                  |
| Daan Stevens            | 10. Mai 2002      | Belgien        |                                  |
| Lennert Teugels         | 9. April 1993     | Belgien        | Bingoal WB (2024)                |
| Alex Vandenbulcke       | 25. November 2001 | Belgien        |                                  |
| Mauro Verwilt           | 11. Juni 2000     | Belgien        |                                  |
|                         |                   |                |                                  |
| Quelle: ProCyclingStats |                   |                |                                  |

Erfolge
| Siege | Siege  | Siege | Siege  | Siege  | Siege |
| Datum | Rennen | Staat | Klasse | Sieger |       |
| ----- | ------ | ----- | ------ | ------ | ----- |

## Bisherige Saisonerfolge
| Rennserie                 | 2010 | 2011 | 2012 | 2013 | 2015 | 2016 | 2017 | 2018 | 2019 | 2020 | 2021 | 2022 | 2023 | 2024 |
| ------------------------- | ---- | ---- | ---- | ---- | ---- | ---- | ---- | ---- | ---- | ---- | ---- | ---- | ---- | ---- |
| UCI ProSeries             | -    | -    | -    | -    | -    | -    | -    | -    | -    | -    | -    | -    | -    | -    |
| UCI Continental Circuits  | -    | 2    | 1    | 3    | -    | -    | 1    | -    | 5    | -    | 1    | 6    | 5    | 1    |
| nationale Meisterschaften | -    | -    | -    | -    | -    | -    | -    | 2    | 3    | 2    | 2    | -    | -    | -    |

## Platzierungen in UCI-Ranglisten
UCI-Weltrangliste
| World Ranking | World Ranking | World Ranking                  | World Ranking |
| Jahr          | Teamwertung   | Einzelwertung                  |               |
| ------------- | ------------- | ------------------------------ | ------------- |
| 2016          | —             | Jelle Mannaerts (1002. )       |               |
| 2017          | —             | Rob Ruijgh (342. )             |               |
| 2018          | —             | Jelle Mannaerts (411. )        |               |
| 2019          | 83.           | Polychronis Tzortzakis (304. ) |               |
| 2020          | 72.           | Michaël Van Staeyen (432. )    |               |
| 2021          | 52.           | Gianni Marchand (352. )        |               |
| 2022          | 37.           | Gianni Marchand (192. )        |               |
| 2023          | 72.           | Timothy Dupont (240. )         |               |
| 2024          | 77.           | Gianni Marchand (1013. )       |               |
|               |               |                                |               |
| Quelle: UCI   |               |                                |               |

UCI Asia Tour
| Saison | Mannschaftswertung | Fahrerwertung      |
| ------ | ------------------ | ------------------ |
| 2013   | 70.                | Aron Kremer (347.) |

UCI Europe Tour
| Saison | Mannschaftswertung | Fahrerwertung              |
| ------ | ------------------ | -------------------------- |
| 2011   | 79.                | Sander Cordeel (280.)      |
| 2012   | 89.                | Clément Lhotellerie (271.) |
| 2013   | 107.               | Clément Lhotellerie (415.) |
| 2014   | -                  | -                          |
| 2015   | 107.               | Egidijus Juodvalkis (621.) |
| 2016   | 96.                | Jelle Mannaerts (621.)     |
| 2017   | 76.                | Jelle Mannaerts (259.)     |
| 2018   | 49.                | Jelle Mannaerts (231.)     |